# Fedora (opera)
Fedora è un'opera lirica di Umberto Giordano.
Il libretto – articolato in tre atti – fu scritto da Arturo Colautti e la prima rappresentazione avvenne il 17 novembre 1898 al Teatro Lirico di Milano. Il successo fu immediato, anche grazie ad Enrico Caruso che con quest'opera ottenne la sua prima importante affermazione.
Alla prima – diretta dallo stesso Giordano – cantarono, nel ruolo della protagonista, Gemma Bellincioni, Enrico Caruso come Loris Ipanoff e Delfino Menotti nel ruolo di De Siriex.
La vicenda è tratta da un dramma di Victorien Sardou. Giordano rimase incantato dall'interpretazione che ne diede l'attrice Sarah Bernhardt. Altrettanto accadrà a Puccini nell'assistere all'interpretazione della stessa attrice in un altro lavoro di Sardou, La Tosca, da cui trarrà la sua celeberrima opera. Inizialmente Sardou rifiutò di cedere i diritti per la riduzione del dramma Fedora a libretto d'opera, mutando parere solo dopo il successo ottenuto da Giordano nel 1896 con Andrea Chénier.

## Cast della prima assoluta
| Personaggio     | Vocalità | Interprete 17 novembre 1898 (direttore Umberto Giordano) |
| --------------- | -------- | -------------------------------------------------------- |
| Fedora Romazoff | soprano  | Gemma Bellincioni                                        |
| Loris Ipanoff   | tenore   | Enrico Caruso                                            |
| De Siriex       | baritono | Delfino Menotti                                          |

## Trama
La vicenda si svolge alla fine del XIX secolo ed è ambientata nel primo atto a San Pietroburgo, nel secondo a Parigi e nel terzo in Svizzera.

Fedora ha per protagonista una figura femminile simile per molti versi a quella dell'opera Tosca: come il personaggio pucciniano, anche Fedora finisce per trovarsi in una situazione che non è in grado di dominare.

Se Tosca, in preda alla disperazione, uccide Scàrpia compiendo un gesto estremo, Fedora vuole a tutti i costi vendicare il suo fidanzato ucciso il giorno prima del loro matrimonio per mano di Loris, denunciandone i parenti: ma la situazione - complice l'inesorabile destino - le sfuggirà di mano.

### Atto I
"San Pietroburgo, 1881. Una notte d'inverno nel palazzo del Conte Vladimir Andrejevich".
La principessa Fedora, che deve sposare il Conte il giorno successivo, arriva e canta il suo amore per lui, ingenua e ignara del fatto che il conte l'abbia tradita con un'altra donna. In quel momento viene portato il conte ferito mortalmente. Sono convocati medici e un dottore, e vengono interrogati i servitori. Si ritiene che probabilmente a ferirlo sia stato il conte Loris Ipanov, sospettato di essere simpatizzante del movimento nichilista. De Siriex (un diplomatico), e Grech (un ispettore di polizia) pianificano un'indagine. Il conte muore, e allora Fedora giura sulla croce bizantina gemmata che porta sempre al collo che la morte del conte Andrejevich sarà vendicata.

### Atto II
Parigi
Fedora ha seguito Loris Ipanov per vendicare la morte del suo fidanzato. C'è un ricevimento a casa di Fedora. Un pianista, Boleslao Lazinski, segnalato dalla contessa Olga Sukarev, amica di Fedora, sta suonando. Ipanov arriva e dichiara il suo amore per Fedora. Lei gli dice che tornerà in Russia il giorno successivo. Loris è disperato perché è stato esiliato dalla Russia e non può seguirla. Confessa a Fedora che era lui l'assassino del conte Vladimir. Fedora gli chiede di tornare dopo che il ricevimento sia finito per raccontarle tutta la storia. Quando è sola, Fedora scrive una lettera al capo della Polizia Imperiale in Russia per accusare dell'omicidio del Conte Andrejevich l'esiliato Ipanov. Inoltre si accorda con Grech perché Loris venga arrestato quando lo congederà. Loris torna e confessa di aver ucciso il conte Vladimir perché aveva scoperto che lui e sua moglie erano amanti. La notte dell'omicidio, Ipanov li aveva scoperti insieme. Vladimir, colto durante il tradimento gli sparò e lo ferì. Ipanov rispose al fuoco, uccidendo Vladimir. Mostra inoltre a Fedora delle lettere compromettenti che Vladimir e Wanda (la moglie di Loris) si scambiavano. Fedora è indignata, chi doveva sposarla la tradiva! Fedora si rende conto che lei è innamorata di Ipanov, e che lui non ha ucciso il suo promesso sposo per fini politici, ma per difendere il suo onore. Ma dall'esterno giunge il segnale che l'agguato per l'arresto di Loris è pronto. Allora Fedora decide di salvare Loris. I due si abbracciano e lei lo convince a passare la notte con lei.

### Atto III
L'Oberland Bernese in Svizzera
Loris e Fedora sono ora amanti e vivono nella villa di quest'ultima. Con loro c'è la contessa Olga Sukarev. De Siriex arriva e invita Olga per un giro in bicicletta allo scopo di restare un momento solo con Fedora mentre l'altra si prepara. Dice a Fedora che, a seguito della lettera che aveva scritto al capo della polizia, il fratello di Loris, Valeriano, è stato arrestato per essere parte del complotto per uccidere il Conte Andrejevich ed è stato imprigionato in una fortezza sul fiume Neva. Una notte il fiume esondò e lì il giovane annegò. Quando la madre di Loris sentì la notizia, svenne e morì. Fedora è angosciata, dato che è stata la causa di due morti. Loris riceve una lettera da un amico in Russia, Boroff, che gli racconta della morte di sua madre e suo fratello e che la causa era una donna che vive a Parigi, che aveva scritto una lettera di denuncia alla polizia. Loris è disperato, Fedora cerca di consolarlo e provoca la sua ira cercando qualche giustificazione per la misteriosa donna. Ma in quel momento arriva lo stesso Boroff. Fedora confessa a Loris che aveva scritto lei la lettera e implora il suo perdono. Lui inizialmente la rifiuta e la maledice; Fedora beve il veleno che aveva nascosto nella croce bizantina. Loris supplica Boroff, che è medico, di salvarla, ma è troppo tardi e Fedora muore tra le braccia dell'amore, tra le braccia di Loris, che la perdona.

## Brani celebri
Atto I:
- "O grandi occhi lucenti" (Fedora)
- "Su questa santa Croce" (Fedora)

Atto II:
- "La donna russa" (De Siriex)
- "Il parigino" (Olga)
- "Amor ti vieta" (Loris)
- Intermezzo sinfonico
- "Mia madre, la mia vecchia madre" (Loris)
- "Fedora io t'amo" (Loris, Fedora)

Atto III
- "Quel truce sgherro" (De Siriex)
- "Dio di giustizia" (Fedora)
- "La montanina" (scena finale)

## Discografia parziale
| Anno | Cast (Fedora, Loris, De Siriex)                            | Direttore         | Etichetta           |
| ---- | ---------------------------------------------------------- | ----------------- | ------------------- |
| 1931 | Gilda Dalla Rizza, Antonio Melandri, Emilio Ghirardini     | Lorenzo Molajoli  | Columbia            |
| 1950 | Maria Caniglia, Giacinto Prandelli, Scipio Colombo         | Mario Rossi       | Mondo Musica        |
| 1969 | Magda Olivero, Mario Del Monaco, Tito Gobbi                | Lamberto Gardelli | Decca               |
| 1985 | Éva Marton, José Carreras, Janos Martin                    | Giuseppe Patanè   | CBS                 |
| 2011 | Angela Gheorghiu, Plácido Domingo, Fabio Maria Capitanucci | Alberto Veronesi  | Deutsche Grammophon |

## DVD parziale
- Giordano, Fedora - Gianandrea Gavazzeni/Mirella Freni/Plácido Domingo, 2010 Arthaus Musik; 2013 TDK

- Giordano, Fedora - Roberto Abbado/Mirella Freni/Plácido Domingo, 1997 Deutsche Grammophon

- Giordano, Fedora - Valerio Galli/Daniela Dessì/Fabio Armiliato, 2018 Dynamic